# كوشك بالا
كوشك بالا هي قرية في مقاطعة كرج، إيران. يقدر عدد سكانها بـ 38 نسمة بحسب إحصاء 2016.